# José Maria da Silva Paranhos
José Maria da Silva Paranhos, primer y único vizconde de Rio Branco (Salvador, 16 de marzo de 1819 - Río de Janeiro, 1 de noviembre de 1880), fue un estadista, profesor, político, periodista y diplomático brasileño de tendencia monarquista. Junto con Honório Hermeto Carneiro Leão, marqués de Paraná, se lo considera el máximo estadista del Segundo Reinado (1831-1889).
Su hijo, conocido como el Barón de Río Branco, también tuvo una destacada actuación como diplomático.